# Grzegorz Radecki
Grzegorz Radecki (ur. 12 marca 1961 w Ostródzie) – polski malarz, grafik, pedagog ASP w Gdańsku.

## Życiorys
Studiował w latach 1981–1986 na Wydziale Malarstwa i Grafiki gdańskiej PWSSP (ASP). Dyplom uzyskał w pracowni prof. Jerzego Zabłockiego w 1986 roku. Od 1987 roku zatrudniony w macierzystej uczelni. Adiunkt II stopnia w Pracowni Rysunku i Malarstwa prof. Piotra Zajęckiego na Wydziale Architektury i Wzornictwa, kieruje Pracownią Rysunku i Malarstwa na Wydziale Grafiki. Zajmuje się malarstwem sztalugowym i grafiką komputerową.
Stypendysta Ministra Kultury i Sztuki. Z okazji jubileuszu 35-lecia pracy twórczej w 2022 roku otrzymał Nagrodę Prezydenta Miasta Gdańska w Dziedzinie Kultury.